# Christine Féret-Fleury
 (janvier 2019).
Si vous disposez d'ouvrages ou d'articles de référence ou si vous connaissez des sites web de qualité traitant du thème abordé ici, merci de compléter l'article en donnant les références utiles à sa vérifiabilité et en les liant à la section « Notes et références ».
Christine Féret-Fleury, née en 1961, est une éditrice et auteure française, notamment de livres pour la jeunesse.

## Biographie
Après des études de lettres et quelques années de recherche sur les rapports texte-musique dans l’opéra, Christine Féret-Fleury a longtemps été éditrice chez Gallimard Jeunesse, animant notamment les collections Page Blanche, Folio Junior édition spéciale, Folio Junior en poésie et Les Thématiques. En 1996, elle a publié son premier livre pour la jeunesse, Le Petit Tamour (Père Castor/Flammarion), suivi en 1999 par un roman « adulte », Les Vagues sont douces comme des tigres, couronné par le prix Antigone, puis par plus de quatre-vingt-dix autres titres. Depuis 2001, elle se consacre principalement à l’écriture et anime des ateliers où se rencontrent des passionnés de tous âges. Elle vit à Paris. De notoriété internationale, Christine Féret-Fleury a participé au premier salon littérature jeunesse du Nord-Ouest américain, Litt. Jeunesse,, organisé à Seattle par l’association Made in France en 2021.  
Plusieurs titres ont été écrits en collaboration avec Genevière Lecourtier et certains avec sa fille Madeleine Féret-Fleury.

## Œuvres
- Les vagues sont douces comme des tigres, 1999, Arléa, prix Antigone.
- Dans le miroir, 2000, Frontières/Gallimard.
- L’Évier, 2001, Arléa.
- Sept Péchés, 2003, Arléa.
- Pour nous tout a commencé en 1963, 2013, Prat
- La fille qui lisait dans le métro, 2017, Denoël
- La Femme sans ombre, 2019, Denoël

Anthologies
- Premier amour, première rencontre, 1997, Gallimard/Les Thématiques (en collaboration avec Christian Biet et Sylvie Florian-Pouilloux).
- Gourmets et gourmands, 1997, Gallimard/Les Thématiques
- De vie à trépas, 1997,Gallimard/Les Thématiques.
- Exploratrices et aventurières, 1998, Gallimard/Les Thématiques (en collaboration avec Anne de Bascher).
- Fées, fantômes, farfadets, 2000, Gallimard Jeunesse, coll. Folio Junior en poésie.
- Au cœur de la forêt, 2019, Auzou

Fictions radiophoniques
- Champ clos, diffusé le 25 avril 2001 sur France-Culture.
- Faux témoignage, diffusé en février 2002 sur France-Culture.
- Une datcha sur pilotis, à Inverness, Californie, diffusé en avril 2002 sur France-Culture.
- Marionnettes, diffusé le 7 juin 2002 sur France-Culture.
- La Tour du silence, diffusé le 8 juillet 2003 sur France-Culture.

Pour la jeunesse
- Le Petit Tamour, 1996, Père Castor/Flammarion.
- Premier Galop, 1999, Gallimard Jeunesse (en collaboration avec Régine Detambel).
- Moi, j’aime pas Halloween, 2000, Gallimard Jeunesse.
- Le Prince Grenouille, 2001, KidPocket.
- Baisse pas les bras, papa !, 2001, Père Castor/Flammarion.
- Le plus grand chapeau du monde, 2002, KidPocket.
- Le Coffre hanté, 2002, KidPocket (en collaboration avec Jean-Guillaume Féret).
- Le Dormeur du Val, 2002, Père Castor/Flammarion.
- L’Apocalypse est pour demain, 2002, Père Castor/Flammarion.
- L’Assassin est sur son trente et un, 2003, Père Castor/Flammarion.
- Certains l’aiment froid, 2003, Père Castor/Flammarion.
- Le Démon de la vague, 2003, Père Castor/Flammarion (en collaboration avec Geneviève Lecourtier).
- En Selle! (23 volumes, en collaboration avec Geneviève Lecourtier)
- La Tour du silence, 2003, Père Castor/Flammarion.
- Chaân la rebelle, 2003, Flammarion (Prix Lecteurs en Herbe et prix Ruralivres 2005).
- La Caverne des trois soleils, 2004, Flammarion (prix des Collégiens du Doubs).
- La Montagne du destin, 2004, Flammarion.
- La Marmotte a disparu, 2004, Père Castor/Flammarion.
- Un cheval en danger, 2004, Père Castor/Flammarion.
- Qui a peur du loup ? 2005, Père Castor/Flammarion.
- Sauvons les oiseaux !  2005, Père Castor/Flammarion.
- Le Chamois blessé, 2005, Père Castor/Flammarion.
- Le Poney sauvage, 2006, Père Castor/Flammarion.
- Un aigle dans la neige, 2006, Père Castor/Flammarion.
- L’Ourson perdu, 2007, Père Castor/Flammarion.
- S.O.S. Titanic, 2005, Gallimard.
- Contes d’Indonésie, les aventures du Kanchil, 2005, Père Castor/Flammarion (en collaboration avec Geneviève Lecourtier).
- J’ai suivi la Ligne bleue, 2005, Le Rouergue, prix Ruralivres.
- Le Temps des cerises, 2006, Gallimard.
- Cendrillon, 2006, Gallimard Jeunesse, coll. « Grand Répertoire ».
- Atlantis : L'Héritière, 2008, Hachette jeunesse (en collaboration avec Madeleine Féret-Fleury)
- Serial Blogger, 2009, Le Livre de Poche Jeunesse
- Atlantis : La Reine Noire, 2009, Hachette Jeunesse (en collaboration avec Madeleine Féret-Fleury)
- Atlantis : Le Maître des miroirs, 2010 Hachette Jeunesse (en collaboration avec Madeleine Féret-Fleury)

- Un si bel été, Oskar (en collaboration avec Geneviève Lecourtier).
- Je ne trouve pas le sommeil, 2006, Père Castor/Flammarion.
- @moureuse.com, 2007, Pocket.
- L’Appel du Templier, 2007, Gallimard Jeunesse, coll. Hors Piste
- Une nuit, 2007, Motus.
- La Momie sans nom, 2008, Gallimard Jeunesse, coll. Hors Piste
- Les cendres de Pompéi, 2010, Gallimard Jeunesse, coll. Mon Histoire
- Sous la vague avec Hokusai, 2011, Oskar
- À bas les vacances!, 2011, Les 400 Coups
- Maman est en voyage d'affaires, 2012, Les 400 Coups
- La chanteuse de Vivaldi, 2012, Gallimard Jeunesse, coll. Mon Histoire
- Sissi (4 tomes), 2013, Hachette
- Au Bois Dormant, 2014, Hachette
- Je suis en Chine, 2014, Oskar
- Les Intrigantes (3 tomes), 2015, Hachette
- Candidate, 2018, Hachette
- J'ai aimé le Roi-Soleil, 2018, Gallimard Jeunesse, coll. Mon Histoire
- Memory, 2018, Lynks
- Les Maux bleus, 2018, Gulf Stream
- Françoise Dolto, l'enfance au cœur, 2018, Gallimard Jeunesse/Giboulées
- Mother Road, 2019, Lynks
- La Dernière Énigme de Léonard de Vinci, 2019, Auzou